# Britney & Kevin: Chaotic (EP)
Britney & Kevin: Chaotic é o segundo EP da cantora estadunidense Britney Spears, lançado em 27 de setembro de 2005, pela Jive Records, como CD bônus do DVD Britney & Kevin: Chaotic... the DVD & More, e disponibilizado para download digital. O EP contém três canções: "Chaotic", "Someday (I Will Understand)", e "Mona Lisa". As edições britânica e japonesa incluem ainda uma quarta nova canção, intitulada "Over to You Now", enquanto a edição internacional conta com um remix de "Someday (I Will Understand)".

## Antecedentes e gravação
Em julho de 2004, Spears anunciou seu noivado com o dançarino norte-americano Kevin Federline, que ela conhecera três meses antes. O romance recebeu intensa atenção da mídia, já que Federline tinha recentemente terminado com a atriz Shar Jackson, que estava grávida de seu segundo filho na época. Os estágios iniciais de seu relacionamento foram narrados no primeiro reality show de Spears, Britney and Kevin: Chaotic, que foi ao ar no canal UPN em 2005. Eles realizaram uma cerimônia de casamento em 18 de setembro de 2004, mas só se casaram legalmente três semanas depois, em 6 de outubro, devido a um atraso na finalização do acordo pré-nupcial do casal. Em outubro de 2004, a cantora anunciou que faria outra pausa na carreira para começar sua família.
Em 30 de dezembro de 2004, Spears fez uma aparição surpresa na estação de rádio KIIS-FM, em Los Angeles, nos Estados Unidos, para estrear a mixagem bruta de uma nova faixa, chamada "Mona Lisa". Spears gravara a canção ao vivo com sua banda durante a turnê The Onyx Hotel Tour. Ela dedicou a canção a todas as "lendas e ícones por aí". A letra lamenta a queda de Mona Lisa, chamando-a de "inesquecível" e "imprevisível", e adverte os ouvintes a não terem um "colapso". Ela também revelou que queria que a canção fosse o primeiro single de seu próximo álbum, provisoriamente intitulado The Original Doll, e esperava lançá-lo "provavelmente antes do verão [2005], ou talvez um pouco antes disso". Em janeiro de 2005, Spears postou outra carta em seu site, dizendo:
| “ | Acho que eu deveria reformular minhas cartas anteriores quando estava falando sobre fazer uma 'pausa'. O que eu quis dizer é que estou dando um tempo em me dizerem o que fazer. ... É legal quando você olha para alguém e não sabe se ela está no trabalho ou no lazer, pois para ela é tudo igual. As coisas que tenho feito para o trabalho ultimamente têm sido muito divertidas, porque não é mais como trabalho para mim. Tenho estado ainda mais 'ativa' em meu gerenciamento e no lado comercial das coisas, e sinto-me mais no controle do que nunca. | ” |

Um representante da Jive Records afirmou que embora Spears estivesse trabalhando no estúdio, "nenhum álbum está previsto no momento", e que não havia planos de enviar "Mona Lisa" as rádios. A canção, que foi escrita por Spears, Teddy Campbell e David Kochanski, mais tarde foi retrabalhada para ser incluída em Britney & Kevin: Chaotic. Spears compôs "Someday (I Will Understand)" no piano em sua casa, duas semanas antes de saber que estava grávida de seu primeiro filho, Sean Preston. Ela explicou que a canção veio "como uma profecia... quando você está grávida, você fica empoderada".
Guy Sigsworth foi o produtor de "Someday (I Will Understand)", e também co-escreveu uma canção com Imogen Heap, Robyn e Alexander Kronlund, intitulada "Over to You Now", que foi incluída como faixa bônus nas edições britânica e japonesa do EP. "And Then We Kiss" estava programada para ser incluída no disco bônus também, mas foi deixada de fora em favor de "Over to You Now".

## Lançamento e promoção
"Someday (I Will Understand)" foi lançada como o único single de Britney & Kevin: Chaotic na Europa, em 21 de agosto de 2005. A canção alcançou o top ten na Dinamarca, Suécia, Suíça, e Grécia, e também entrou nas paradas de diversos outros países europeus. O videoclipe, em preto e branco, estreou no episódio final do reality show Britney & Kevin: Chaotic. Dirigido por Michael Haussman, mostra Spears como uma mulher grávida, e retrata uma transformação em seu caráter. Uma versão remixada da canção foi incluída na compilação de remixes B in the Mix: The Remixes, lançada em 2005. Britney & Kevin: Chaotic foi lançado como o segundo EP de Spears em 27 de setembro de 2005.

## Lista de faixas
| Britney & Kevin: Chaotic – edição padrão |                               |                                                                 |                  |         |  |
| N.º                                      | Título                        | Compositor(es)                                                  | Produtor(es)     | Duração |  |
| 1.                                       | "Chaotic"                     | Christian Karlsson Pontus Winnberg Henrik Jonback Michelle Bell | Bloodshy & Avant | 3:33    |  |
| 2.                                       | "Someday (I Will Understand)" | Britney Spears                                                  | Guy Sigsworth    | 3:38    |  |
| 3.                                       | "Mona Lisa"                   | Spears Teddy Campbell David Kochanski                           | Bloodshy & Avant | 3:27    |  |
| Duração total:                           | Duração total:                | Duração total:                                                  | Duração total:   | 10:38   |  |

| Britney & Kevin: Chaotic – faixa bônus das edições britânica e japonesa |                   |                                                         |                |         |  |
| N.º                                                                     | Título            | Compositor(es)                                          | Produtor(es)   | Duração |  |
| 4.                                                                      | "Over to You Now" | Sigsworth Imogen Heap Robin Carlsson Alexander Kronlund | Sigsworth      | 3:42    |  |
| Duração total:                                                          | Duração total:    | Duração total:                                          | Duração total: | 14:20   |  |

| Britney & Kevin: Chaotic – faixa bônus da edição internacional |                                                               |                |                                        |         |  |
| N.º                                                            | Título                                                        | Compositor(es) | Produtor(es)                           | Duração |  |
| 4.                                                             | "Someday (I Will Understand)" (Hi-Bias Signature Radio Remix) | Spears         | Sigsworth Nick Fiorucci Taras Harkavyi | 3:46    |  |
| Duração total:                                                 | Duração total:                                                | Duração total: | Duração total:                         | 14:24   |  |

## Créditos
Créditos de  Britney & Kevin: Chaotic  adaptados do site AllMusic.
- Stephanie Alexander – vocais de apoio
- Michelle Bell – vocais de apoio
- Gromyko Collins – vocais de apoio
- Fausto Cuevas – percussão
- Dan Dymtrow – produtor de vídeo
- Per Eklund – bateria
- Kevin Federline – produtor executivo de vídeo
- Niklas Flyckt – engenharia de bateria, mixagem
- Emma Holmgren – vocais de apoio
- Henrik Jonback – baixo, guitarra
- Grant "Mr. Blues" Jones – editor de vídeo
- William Knight – editor de vídeo
- Thomas Lindberg – baixo
- Steve Lunt – A&R, arranjador
- Ben Mauro – guitarra
- Charles McCrorey – engenheiro assistente
- Sean McGhee – engenharia, mixagem, programação
- Billy Murphy – editor de vídeo
- Jonas Ostman – engenheiro assistente
- Francesco Perlangeli – assistente
- Guy Sigsworth – instrumentalização, produtor, sons
- Tom Soares – engenheiro
- Britney Spears – produtora executiva de vídeo, piano, vocais
- Steven Wolf – bateria
- Bill Woodruff – diretor de vídeo